# Zalman
Zalman – południowokoreańskie przedsiębiorstwo założone w 1999 roku. Firma produkuje podzespoły i akcesoria komputerowe między innymi chłodzeń CPU i VGA, obudów komputerowych, zasilaczy, wentylatorów, monitorów 2D i 3D, głośników, słuchawek, kart dźwiękowych, myszy i klawiatur oraz podstawek pod laptopy.